# 蒙特苏马松
蒙特苏马松（学名：Pinus montezumae；英语：Montezuma pine）是松属的一种植物，分布于墨西哥等中美洲国家的中高海拔地区，高可达40米，直径可达1米。非洲和澳大利亚、新西兰等地引种了这种松树。